# Terminator 2: Judgment Day

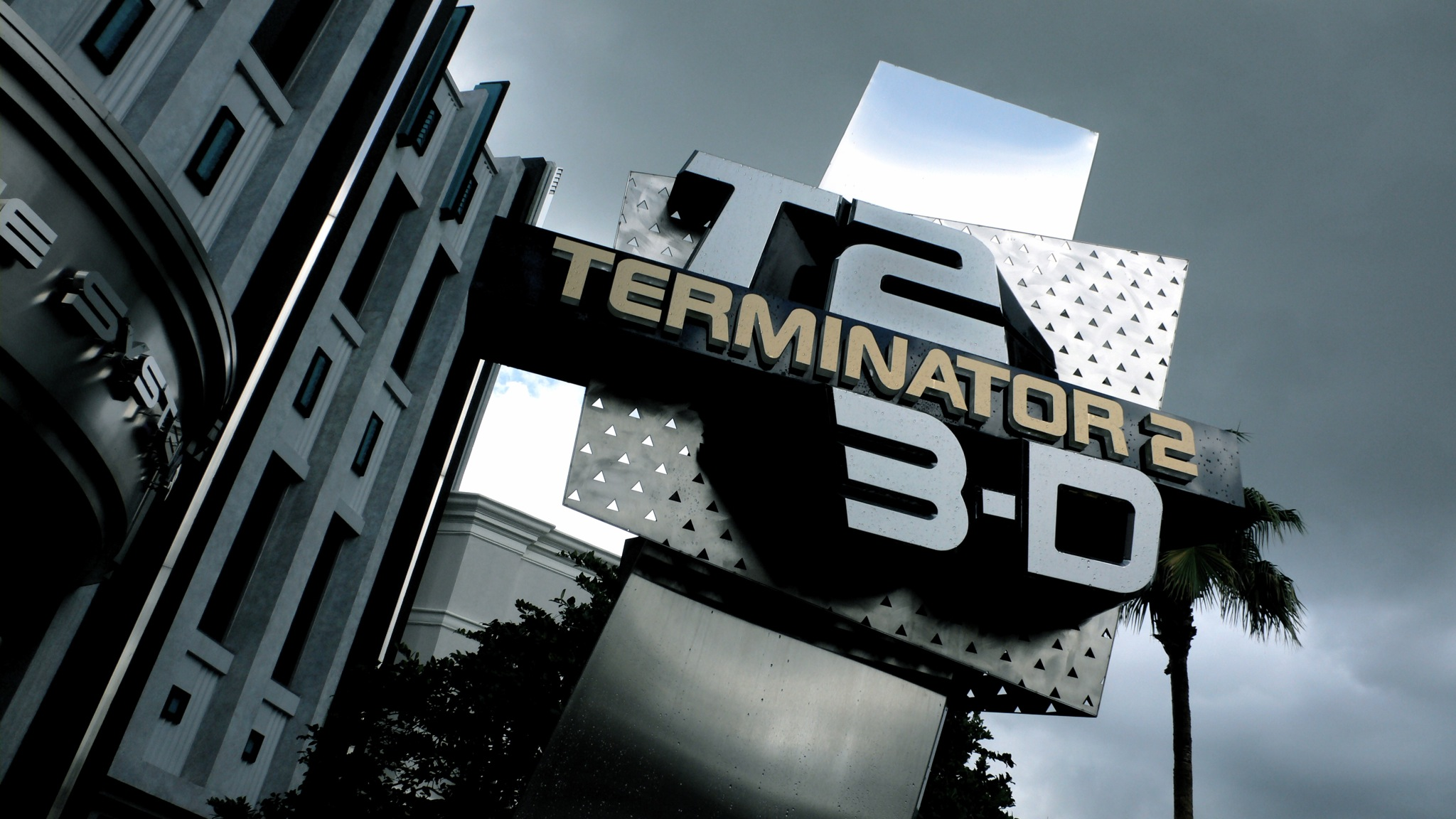
Verwijzing naar Terminator 2 bij de ingang van Universal Studios, Florida

Terminator 2: Judgment Day (T2) is een Amerikaanse sciencefictionfilm uit 1991, geregisseerd door James Cameron. Het is een vervolg op The Terminator uit 1984 en heeft zelf ook een vervolg: Terminator 3: Rise of the Machines uit 2003.

## Verhaal

### Proloog
In dit deel van de Terminator-reeks is John Connor tien jaar. Zijn moeder Sarah Connor, die in het vorige deel uit 1984 bijna werd vermoord door "Terminator T-800 model 101", trachtte tevergeefs iedereen ervan bewust te maken dat ooit "Judgment Day" (de dag van het laatste oordeel) zal komen: de dag waarop de kunstmatige intelligentie Skynet zelfbewust zal worden en een nucleaire oorlog zal beginnen om de gehele mensheid uit te roeien. Ze greep daarna naar hardere middelen en trachtte de fabriek van Cyberdyne op te blazen. Voor die daad werd ze opgepakt door de politie. Terwijl John werd ondergebracht bij pleegouders, werd Sarah opgesloten in een goed beveiligde psychiatrische inrichting, waar ze onder behandeling kwam te staan van Dr. Silberman.

### Verhaal van de film
Op een dag worden er twee Terminators vanuit de toekomst gestuurd naar het heden. Eén is opnieuw een "T-800, Cyberdyne Systems Model 101", dat bestaat uit een hardmetalen skelet (endoskeleton) met daarover levend weefsel. Het andere model is een "T-1000", een meer geavanceerd type dat bestaat uit vloeibaar metaal ("mimetic poly alloy") en van vorm kan veranderen. Wanneer dit type beschadigd raakt, verandert de staat van het metaal van vaste naar vloeibare vorm, dat zich vervolgens weer samenvoegt en ervoor zorgt dat de beschadiging weer verdwijnt. Verder kan dit type ook non-complexe objecten en zelfs mensen imiteren die het fysiek heeft aangeraakt. Zo kan het bijvoorbeeld steekwapens maken van zijn ledematen. Sommige voorwerpen (zoals een bom, vuurwapen of motorblok) zijn dan weer niet na te bootsen, aangezien deze te complexe chemische stoffen bevatten.
De T-1000 is gestuurd om John Connor te vermoorden tijdens diens jeugd zodat hij later het verzet tegen de machines niet kan leiden. De T-800 daarentegen is een door de toekomstige John Connor opnieuw geprogrammeerd type, die door hem naar het heden is gestuurd om hemzelf te beschermen en te dienen. John wordt door zowel de T-800 als de T-1000 min of meer gelijktijdig gevonden. Een confrontatie tussen de twee terminators volgt en daarna een achtervolging. De T-800 weet John echter uit de handen van de T-1000 te houden en brengt hem in veiligheid ver weg van de T-1000.
Daar de T-800 alles moet doen wat John hem beveelt, gebruikt John hem om zijn moeder uit de inrichting te bevrijden. John en de T-800 dringen de psychiatrische inrichting binnen en bevrijden Sarah. Tijdens de bevrijding van Sarah blijkt de T-1000 daar ook te zijn, deze heeft hun bevrijdingspoging van Sarah kunnen anticiperen. Wederom komt het tot een confrontatie en een achtervolging volgt, maar Sarah, John en de T-800 weten opnieuw te ontsnappen aan de T-1000.
Na hun ontsnapping uit de inrichting gaan ze naar New Mexico, waar ze op bezoek gaan bij Enrique Salceda, die samen met zijn familie op een afgelegen plaats woont ver buiten de bewoonde wereld. Enrique Salceda is een oude vriend van Sarah en verschaft haar altijd diverse wapens. Van de T-800 krijgt Sarah te horen dat Skynet is uitgevonden door Dr. Miles Bennett Dyson, de directeur Speciale Projecten bij Cyberdyne Systems Corporation. Deze man draagt daardoor zonder het zelf te beseffen de primaire verantwoordelijkheid voor "de Dag des Oordeels". Op die dag zal Skynet nucleaire raketten op Rusland gooien, omdat Skynet weet dat de Russen op hun beurt even hard terug zullen slaan naar Amerika. Meer dan drie miljard mensen zullen dan de dood vinden.
Na een tijdje krijgt Sarah er genoeg van en ze besluit op eigen houtje naar het huis van Dyson te gaan om hem te vermoorden om zo Judgment Day te voorkomen. John en de T-800 gaan Sarah achterna en kunnen dit ternauwernood voorkomen. De T-800 legt vervolgens alles uit aan Dyson, die net van de schrik bekomen is. Het lukt om Dyson te overtuigen zijn levenswerk te vernietigen, zodat Skynet nooit gemaakt zal worden. Ze vertrekken onmiddellijk en dringen de fabriek van Cyberdyne binnen. Ze laden de fabriek vol met explosieven, maar krijgen echter met tegenstand van de politie te maken, die door de bewakers van de fabriek is gewaarschuwd. Desondanks slagen ze erin de fabriek op te blazen. Dyson komt hierbij zelf om het leven.
Echter, de T-1000, die zich als politieagent vermomd heeft, komt hen door hun actie op het spoor en achtervolgt het vluchtende drietal. Het komt uiteindelijk tot een confrontatie in een metaalgietersfabriek, waarbij de T-1000 uiteindelijk wordt verslagen wanneer hij in een smeltoven belandt. Nu zijn missie volbracht is, is de T-800 van mening dat ook hij vernietigd moet worden, omdat er zich ook in hem een microchip bevindt die anders gebruikt kan worden om Skynet te maken. Ook hij laat zich in de smeltoven zakken en vergaat.

## Rolverdeling
| Acteur                | Personage                  | Opmerkingen |
| --------------------- | -------------------------- | --- |
| Arnold Schwarzenegger | The Terminator/T-800       | The Terminator; model T-800, is door de toekomstige John Connor in 2029 gestuurd naar de jaren 90, om John Connor te beschermen. De T-800 is door John Connor opnieuw geprogrammeerd om zich tegen Skynet te keren, in plaats van ervoor te werken.                                                                           |
| Linda Hamilton        | Sarah Connor               | Sarah Connor is de moeder van John Connor. Ze is vanwege haar poging tot het opblazen van de fabriek van Cyberdyne (in The Terminator, omdat een Terminator-machine haar wilde vernietigen) opgesloten in de Pescadero-inrichting. Ze wil ontsnappen uit de inrichting, wanneer bekend wordt dat de Terminator weer terug is. |
| Edward Furlong        | John Connor                | John Connor is ondergebracht bij pleegouders. Skynet heeft de T-1000 in 2029 naar Connor gestuurd om hem te doden. Connor wordt beschermd door een geherprogrammeerde T-800, door Connor zelf gestuurd is vanuit het jaar 2029, om hem te beschermen.                                                                         |
| Robert Patrick        | T-1000                     | De T-1000 probeert John Connor te vernietigen omdat hij later belangrijk wordt voor het verzet tegen de machines. De T-1000 is een geavanceerde robot, die bestaat uit vloeibaar metaal. Hij is in staat non-complexe voorwerpen en mensen te imiteren.                                                                       |
| Earl Boen             | Dr. Peter Silberman        | Een arts van de psychiatrische inrichting Pescadero. |
| Joe Morton            | Dr. Miles Bennett Dyson    | De directeur Speciale Projecten bij Cyberdyne Systems Corporation, die bezig is met het bouwen van een supercomputer, die later tot Skynet zal ontwikkelen. Deze computer zal vernietigd moeten worden om de Dag des Oordeels te voorkomen.                                                                                   |
| S. Epatha Merkerson   | Tarissa Dyson              | De vrouw van Miles Bennett Dyson. |
| Castulo Guerra        | Enrique Salceda            | Een vriend van Sarah Connor, die haar diverse wapens verschaft. |
| Diane Rodriguez       | Jolanda Salceda            | Vrouw van Enrique. |
| Danny Cooksey         | Tim                        | Jeugdvriend van John. |
| Jenette Goldstein     | Janelle Voight             | Pleegmoeder van John Connor. |
| Xander Berkeley       | Todd Voight                | Pleegvader van John Connor. |
| DeVaughn Nixon        | Danny Dyson                | Zoontje van Miles en Tarissa. |
| Ennalls Berl          | Bryant                     | Laborant bij Cyberdyne Systems Corporation. |
| Ken Gibbel            | Douglas                    | Verpleegbroeder in de Pescadero-inrichting. |
| Don en Dan Stanton    | Lewis / Lewis T-1000-kopie | Nachtwaker in Pescadero-inrichting. |
| Michael Biehn         | Kyle Reese                 | Geliefde van Sarah en Johns vader. Alleen te zien in de "Special Edition". |

## Achtergrond

### Productie
Op 9 oktober 1990 werd begonnen met de opnames. Op 4 april 1991 werden ze afgerond. De film was een zeer groot succes. Terminator 2 bracht wereldwijd bijna 520 miljoen dollar op, tegenover een budget van 100 miljoen dollar. Schwarzenegger ontving 15 miljoen dollar voor zijn rol als de Terminator. In totaal zei hij 700 woorden in de film, waardoor hij dus 21.428 dollar per woord ontving, een extreem hoog bedrag.
Michael Biehn zou oorspronkelijk de rol van de T-1000 op zich nemen. Co-schrijver William Wisher Jr. heeft een cameo in de film. Hij is de man met de spiegelreflexcamera die te zien is wanneer de T-800 door de winkelruit naar buiten valt. Daarnaast heeft stuntcoördinator Joel Kramer ook een cameo, namelijk in de inrichting.
De computereffecten werden verzorgd door Industrial Light & Magic, een bedrijf dat werd opgericht door Star Warsregisseur George Lucas, en Rhythm and Hues Studios. ILM huurde voor de drie minuten film waarin deze computereffecten te zien zijn zo'n dertig extra medewerkers in.
Het geluid van het geweer van de T-800 (gespeeld door Schwarzenegger) is afkomstig van een kanon. In totaal zijn er meer dan tweehonderd verschillende wapens te zien in de film. Het geluid dat de T-1000 maakt wanneer hij transformeert is opmerkelijk genoeg gemaakt door een condoom over een microfoon heen te schuiven.
De stem van Edward Furlong als John Connor is na de opnamen opnieuw ingesproken, omdat Furlong de baard in de keel kreeg tijdens de opnamen. Alleen in de scène waarin de Terminator en Connor praten over "waarom mensen huilen" is het originele stemgeluid behouden.
De opnames brachten soms lastige situaties met zich mee. Tijdens de lift-scène liep actrice Linda Hamilton (Sarah Connor) een blijvende gehoorbeschadiging op, omdat ze haar oordopjes was vergeten in te doen na een bezoek aan het toilet. Edward Furlong, die vanwege zijn leeftijd toen nog vrij klein was, had een kleinere motor nodig tijdens de motorscènes dan zijn stuntman. Er waren elf camera's nodig om de explosie van het Cyberdyne-gebouw vast te leggen. Om Schwarzenegger er uit te laten zien als de Terminator duurde soms wel vijf uur.
Linda Hamiltons tweelingzus, Leslie, had ook een paar kleine rollen in de film, te weten voor de scènes waarin twee Sarahs nodig waren (zoals de scène waarin de T-1000 zich vermomt als Sarah). De scène waarin de bovenkant van de vrachtwagen eraf valt omdat de brug waar hij onderdoor rijdt te laag is, was oorspronkelijk niet gepland. Omdat eenmaal op locatie bleek dat de brug te laag was, besloot Cameron tot het toevoegen van deze stunt aan het script. De stunt waarin de T-800 met de motor in de afvalwatergoot terechtkomt is uitgevoerd door stuntman Peter Kent.
In totaal is er voor ongeveer 3500 meter aan film opgenomen. Minder dan 1% is gebruikt voor de uiteindelijke film.

### Ontvangst
Terminator 2 was met zijn budget van 100 miljoen dollar destijds de duurste film ooit gemaakt. De film was net als zijn voorganger een succes, en bracht alleen in de Verenigde Staten al $204,8 miljoen op. De wereldwijde opbrengst bedroeg 519.843.345 dollar. Met de heruitgave van de film in de bioscoop is de opbrengst inmiddels $ 520.881.154.
De film was jarenlang de R-gewaardeerde film die het meeste opbracht tijdens het openingsweekend. Een R-film is een film waarvoor wordt geadviseerd dat iemand onder de zeventien die niet mag zien zonder een volwassene. In 2003 brak The Matrix Reloaded het record.
De film kreeg vooral positieve reacties van critici.

### Invloed op andere media
- Vlak na de première werd er een speciaal Terminator-stripverhaal geschreven, met in de hoofdrol Jason van FoxTrot.
- In Wayne's World, een film uit 1992, parodieert Robert Patrick de film Terminator 2 door een foto van John Connor omhoog te houden en te vragen "Hebben jullie deze jongen gezien?".

### Versies
Er bestaan drie versies van de film: de bioscoopversie, een "Special Edition" van de film voor Laserdisc, VHS and dvd en een "Extended Special Edition". Deze laatste is alleen verkrijgbaar als easter egg op de Ultimate Edition-dvd.
In de "Special Edition" zie je dat John vraagt of hij iets kan leren. Waarop de Terminator antwoordt dat hij een leerprocessor heeft. John Connor vindt deze processor in het hoofd van de Terminator en zorgt ervoor dat de Terminator kan leren om meer "menselijk" te zijn. Dit verklaart ook waarom de Terminator vraagt waarom mensen huilen, ook al zie je hem lachen.

### Filmmuziek
1. "Main Title (Terminator 2 Theme)"
2. "Sarah on the Run"
3. "Escape from the Hospital (and T1000)"
4. "Desert Suite"
5. "Sarah's Dream (Nuclear Nightmare)"
6. "Attack on Dyson (Sarah's Solution)"
7. "Our Gang goes to CyberDyne"
8. "Trust Me"
9. "John and Dyson into Vault"
10. "SWAT Team Attacks"
11. "I'll Be Back"
12. "Helicopter Chase"
13. "Tanker Chase"
14. "Hasta La Vista, Baby (T1000 Freezes)"
15. "Into the Steel Mill"
16. "Cameron's Inferno"
17. "Terminator Impaled"
18. "Terminator Revives"
19. "T-1000 Terminated"
20. "It's Over ('Good-Bye')"

## Prijzen en nominaties
| Jaar | Prijs                         | Categorie                                                        | Genomineerde(n)                                            | Uitslag     |
| ---- | ----------------------------- | ---------------------------------------------------------------- | ---------------------------------------------------------- | ----------- |
| 1991 | Best Cinematography Award     | -                                                                | Adam Greenberg                                             | genomineerd |
| 1992 | ASCAP Award                   | Top Box Office Films                                             | Brad Fiedel                                                | gewonnen    |
| 1992 | Academy Award                 | Beste geluidseffecten                                            | Gary Rydstrom, Gloria S. Borders                           | gewonnen    |
| 1992 | Academy Award                 | Beste visuele effecten                                           | Dennis Muren, Stan Winston, Gene Warren Jr., Robert Skotak | gewonnen    |
| 1992 | Academy Award                 | Beste make-up                                                    | Stan Winston, Jeff Dawn                                    | gewonnen    |
| 1992 | Academy Award                 | Beste geluid                                                     | Tom Johnson, Gary Rydstrom, Gary Summers, Lee Orloff       | gewonnen    |
| 1992 | Academy Award                 | Beste cinematografie                                             | Adam Greenberg                                             | genomineerd |
| 1992 | Academy Award                 | Beste filmmontage                                                | Conrad Buff IV, Mark Goldblatt, Richard A. Harris          | genomineerd |
| 1992 | Saturn Award                  | Beste actrice                                                    | Linda Hamilton                                             | gewonnen    |
| 1992 | Saturn Award                  | Beste regisseur                                                  | James Cameron                                              | gewonnen    |
| 1992 | Saturn Award                  | Beste optreden door een jonge acteur                             | Edward Furlong                                             | gewonnen    |
| 1992 | Saturn Award                  | Beste sciencefictionfilm                                         | -                                                          | gewonnen    |
| 1992 | Saturn Award                  | Beste special effects                                            | Stan Winston                                               | gewonnen    |
| 1992 | Saturn Award                  | Beste acteur                                                     | Arnold Schwarzenegger                                      | genomineerd |
| 1992 | Saturn Award                  | Beste make-up                                                    | Stan Winston, Jeff Dawn                                    | genomineerd |
| 1992 | Saturn Award                  | Beste mannelijke bijrol                                          | Robert Patrick                                             | genomineerd |
| 1992 | Saturn Award                  | Beste script                                                     | James Cameron, William Wisher Jr.                          | genomineerd |
| 1992 | Eddie Award                   | Beste filmmontage                                                | Mark Goldblatt, Conrad Buff IV, Richard A. Harris          | genomineerd |
| 1992 | ASC Award                     | Outstanding Achievement in Cinematography in Theatrical Releases | Adam Greenberg                                             | genomineerd |
| 1992 | Award of the Japanese Academy | Beste buitenlandse film                                          | -                                                          | genomineerd |
| 1992 | BAFTA Film Award              | Beste geluid                                                     | Lee Orloff, Tom Johnson, Gary Rydstrom, Gary Summers       | gewonnen    |
| 1992 | BAFTA Film Award              | Beste visuele effecten                                           | Stan Winston, Dennis Muren, Gene Warren Jr., Robert Skotak | gewonnen    |
| 1992 | BAFTA Film Award              | Beste productieontwerp                                           | Joseph C. Nemec III                                        | genomineerd |
| 1992 | Golden Screen                 | -                                                                | -                                                          | gewonnen    |
| 1992 | Hugo Award                    | Beste dramatische presentatie                                    | -                                                          | gewonnen    |
| 1992 | MTV Movie Award               | Beste actiescène                                                 | de L.A. freeway chase.                                     | gewonnen    |
| 1992 | MTV Movie Award               | Best Breakthrough Performance                                    | Edward Furlong                                             | gewonnen    |
| 1992 | MTV Movie Award               | Beste vrouwelijke optreden                                       | Linda Hamilton                                             | gewonnen    |
| 1992 | MTV Movie Award               | Beste mannelijke optreden                                        | Arnold Schwarzenegger                                      | gewonnen    |
| 1992 | MTV Movie Award               | Beste film                                                       | -                                                          | gewonnen    |
| 1992 | MTV Movie Award               | Meest aantrekkelijke vrouw                                       | Linda Hamilton                                             | gewonnen    |
| 1992 | MTV Movie Award               | Beste filmlied                                                   | "Guns N' Roses"                                            | genomineerd |
| 1992 | MTV Movie Award               | Beste schurk                                                     | Robert Patrick                                             | genomineerd |
| 1992 | Readers' Choice Award         | Beste film in een buitenlandse taal                              | James Cameron                                              | gewonnen    |
| 1992 | People's Choice Award         | Favoriete film                                                   | -                                                          | gewonnen    |
| 1992 | Bradbury Award                | -                                                                | James Cameron                                              | gewonnen    |
| 1992 | Young Artist Award            | Best Young Actor Co-starring in a Motion Picture                 | Danny Cooksey                                              | genomineerd |
| 2001 | OFCS Award                    | Best DVD Special Features                                        | -                                                          | genomineerd |
| 2001 | Video Premiere Award          | Best DVD Menu Design                                             | Van Ling                                                   | genomineerd |
| 2003 | DVDX Award                    | Best Games and Interactivities                                   | Chris Brown                                                | genomineerd |
| 2003 | DVDX Award                    | Best Menu Design                                                 | Van Ling                                                   | genomineerd |

## Trivia
- Sarah Connor zegt in de film dat het menselijk lichaam 215 botten heeft. Echter, een gemiddelde volwassene heeft 206 botten, en dit varieert vaak zelfs nog per persoon.
- In de Spaanse versie van de film werd de uitspraak "Hasta la vista, baby" vervangen door "Sayonara, baby!".
- Op de "Lijst van de 100 grootste helden en slechteriken in films", opgesteld in 2003 door The American Film Institute, staat de Terminator op nummer 48 in de lijst van helden, maar ook op nummer 22 van de lijst van slechteriken. De Terminator is daarmee het enige personage dat in beide lijsten staat.
- Wanneer de Terminator vertelt over de geschiedenis van Skynet aan Sarah Connor, leest hij dit vanaf een briefje dat is bevestigd op de voorruit van de auto.
- Schwarzenegger zei tijdens de opnamen dat hij nooit meer een slechterik zou willen spelen in een film. In 1997 deed hij dit echter weer, in de film Batman & Robin.
- De fictieve datum waarop Judgment Day zou plaatsvinden, 29 augustus 1997, was de 48ste verjaardag van de ontploffing van de eerste Russische atoombom.